# Aikoku Maru
Die Aikoku Maru (japanisch 愛国丸 ‚Landesliebe, Patriotismus‘) war ein Hilfskreuzer der Kaiserlich Japanischen Marine, der im Zweiten Weltkrieg zum Einsatz kam.

## Geschichte

### Bau

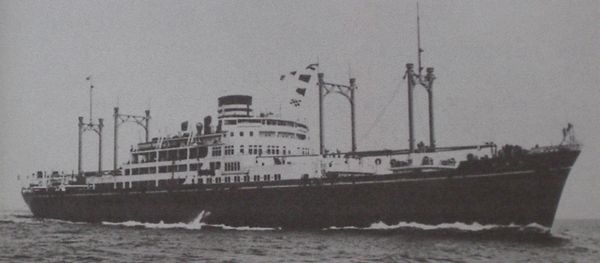
Die Aikoku Maru im Jahr 1941

Die Aikoku Maru lief am 25. April 1940 bei Tama Shipbuilding in Tamano von Stapel und wurde am 31. August 1941 fertiggestellt. Sie war einer von drei Kombifrachtern der Hōkoku-Maru-Klasse (Hōkoku Maru, Aikoku Maru und Gokoku Maru), die für die Reederei Osaka Shōsen Kaisha gebaut wurden. Geplanter Einsatzzweck war der Liniendienst zwischen Südamerika und Japan. Wobei neben Fracht bis zu 400 Passagiere befördern werden konnten, davon 48 in der Ersten Klasse, ebenso viele in einer Spezialabteilung der Dritten Klasse und 304 in der normalen Dritten Klasse. Das Schiff wurde mit großen staatlichen Subventionen gebaut, die ab 1936 bereitgestellt wurden, um den Bau schneller Transportschiffe und Tanker zu fördern, die in Kriegszeiten schnell für militärische Zwecke umgebaut werden konnten.
Am 1. September 1941 wurde das Schiff durch die japanische Marine requiriert. Vier Tage später dem Marine-Distrikt Kure unterstellt und unter dem Kommando von Kaigun-shōshō (Konteradmiral) a. D. Okamura Masao (gleichzeitig kommandierender Offizier der Kiyosumi Maru) in ihrer Bauwerft zum Hilfskreuzer umgebaut.

### Einsatzgeschichte
Ab dem 15. Oktober 1941 bildete das Schiff zusammen mit der Hōkoku Maru und Kiyosumi Maru die 24. Kreuzerdivision, welche unter dem Kommando von Kaigun-shōshō (Konteradmiral) Takeda Moriji der Kombinierten Flotte direkt unterstand. Mitte November verlassen die Aikoku Maru und ihr Schwesterschiff den Hafen von Iwakuni in Richtung Jaluit auf den Marshallinseln in Vorbereitung auf den Kriegsbeginn.
Nach Kriegsbeginn beginnen die beiden Hilfskreuzer eine Handelsstörfahrt in den Südpazifik. Dabei wird am 13. Dezember, das mit Reis beladene auf Fahrt von Australien nach Panama befindliche amerikanische Handelsschiff SS Vincent (6210 BRT) versenkt und ihre 38 Mann starke Besatzung gefangen genommen. Am 31. Dezember wird ein Flugzeug zur Aufklärung gestartet, welches den amerikanischen Frachter SS Malama (3275 BRT) sichtet. Da das Flugzeug von seinem Aufklärungsflug aber nicht zurückkehrt wird eine Suchaktion durchgeführt, die aber ergebnislos bleibt. Eine zweite Maschine wird gestartet und die Malawa am 2. Januar 1942 südlich der Cookinseln aufgespürt. Das Schiff wird durch das Flugzeug zur Aufgabe gezwungen und nachdem die Besatzung ihr Schiff verlassen hatte und gefangen genommen wurde, versenkt. Am 20. Januar wird das Unternehmen, nach einem Beinahmezusammentreffen mit einer amerikanischen Kampfgruppe (Task Force 8) unter Admiral Halsey, abgebrochen und die beiden Schiffe laufen am 13. Februar, nach Übergabe von 76 Gefangenen in Ōita, in den Ankerplatz bei der Insel Hashira-jima ein.
Ab dem 14. Februar 1942 werden in der Marinewerft von Kure die bisher eingerüsteten vier 15,2-cm durch acht 14-cm-Geschütze ersetzt. Außerdem werden Arbeiten durchgeführt, die es der Aikoku Maru erlauben, Uboot-Torpedos in ihrem Laderaum mitzuführen, um als Hilfs-Uboot-Tender fungieren zu können. In dieser Funktion wurden die Aikoku Maru und ihr Schwesterschiff am 10. März der 6. (Uboot)-Flotte zugeteilt, um Operationen vor der Ostküste Afrikas zu unterstützen. Ende März kehrten die Aikoku Maru und Hōkoku Maru nach Kure zurück, wo die 24. Kreuzerdivision formell aufgelöst wird und beide Schiffe dem 8. Ubootgeschwader zugeteilt werden. Seit Anfang April 1942 von Penang aus operierend, werden Feindfahrten von japanischen U-Booten im westlichen Indischen Ozean unterstützt. Am 9. Mai kaperte die Aikoku Maru dabei den niederländischen Tanker Genota (7897 BRT) 770 Kilometer südöstlich von Diego Suarez, am 5. Juni wird der britische Truppentransporter MS Elysia (6757 BRT) versenkt und am 12. Juli der neuseeländische Frachter Hauraki in der Nähe von Ceylon gekapert. Nach Reparaturen in Singapur, wobei neue Flugzeuge weitere Flugabwehrgeschütze installiert und 70 Torpedos geladen werden, blieb sie bis Ende August in Penang stationiert.
Ab September wird die Aikoku Maru der 8. Flotte zugeteilt und mit dem Transport der 38. Division von Singapur nach Rabaul, zur Verstärkung von Guadalcanal (Schlacht um Guadalcanal), beauftragt. Nachdem sie diese Abgabe bis zum 10. Oktober erfüllt hatte, wird sie wieder als Handelsstörkreuzer eingesetzt und am 7. November zusammen mit der Hōkoku Maru durch die Sundastraße in den Indischen Ozean.

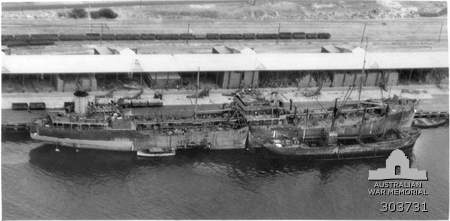
Der Tanker Ondina im Jahr 1943

Am 11. November 1942 greifen die Aikoku Maru und die Hōkoku Maru den niederländischen Tanker MV Ondina (6341 BRT), gesichert durch das Minensuchboot HMIS Bengal der Royal Indian Navy, südwestlich der Kokosinseln an. Dabei erhält die vorausfahrende Hōkoku Maru einen Treffer des 10,2-cm-Geschützes der Ondina an ihrem Steuerbord-Torpedorohrsatz. Dieses löst ein Feuer aus, das nicht unter Kontrolle gebracht werden kann und das hintere Magazin zur Explosion bringt, wodurch die Hōkoku  Maru sinkt. Daraufhin greift die Aikoku Maru in das Gefecht ein und kann mehrere Treffer auf der HMIS Bengal erzielen, während der Tanker versuchte zu entkommen. Nachdem sowohl der niederländische Tanker als auch das indische Minensuchboot ihre Munition verschossen haben und die Ondina durch Treffer schwer beschädigt ist, gibt der niederländische Schiffsführer den Befehl den Tanker aufzugeben und das Minensuchboot kann entkommen. Die Aikoku Maru rettete derweil 278 Überlebende der Hōkoku Maru und kehrte nach Penang und von dort nach Singapur und Rabaul zurück. In der Zwischenzeit gelang es der Besatzung des niederländischen Tankers ihr Schiff wieder in Besitz zu nehmen, Reparaturen durchzuführen und nach Fremantle zu gelangen.
Am 16. Juli 1943 wurde sie von dem U-Boot USS Halibut getroffen und schwer beschädigt. Nachdem sie repariert worden war, wurde die Aikoku Maru vornehmlich als Truppentransporter genutzt.

### Verbleib

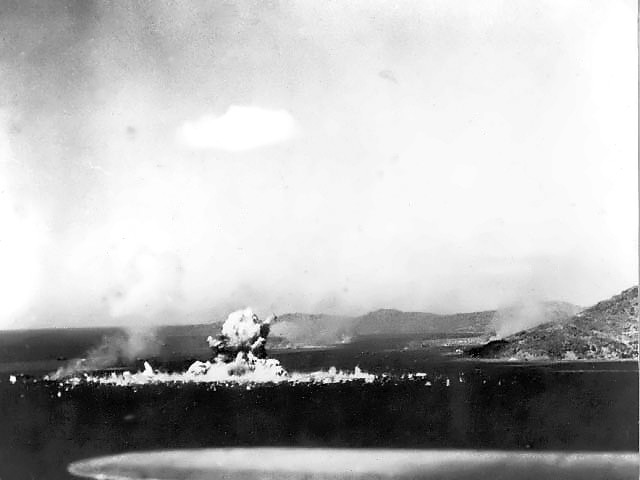
Die Versenkung der Aikoku Maru

Am 16. Februar 1944 ankerte die Aikoku Maru in der Lagune von Truk, um Munition und 400 Mann der 1. Amphibischen Brigade aufzunehmen. Während die Munition im Vorschiff (Laderaum 1) gelagert wurde, wurden die Soldaten achtern (Laderaum 4) untergebracht. Die Beladung wurde in Eile vollzogen, da jederzeit mit einem amerikanischen Luftangriff gerechnet werden musste.
Am 17. Februar 1944 wollte sich die Aikoku Maru auf den Weg nach Rabaul machen als sie östlich von Dublon (heute Tonoas) von Bombern und Torpedoflugzeugen der Flugzeugträger Intrepid und Essex angegriffen wurde. Das Schiff hatte an diesem Tag in der Nähe einiger anderer Schiffe wie der San Francisco Maru und der Nippo Maru bei dem Kanal zwischen den Inseln Etten und Dublon des Chuuk-Atolls geankert. Eine Fotografie aus den frühen Morgenstunden des Tages der Versenkung zeigt sie noch unbeschädigt, doch schon im Morgengrauen erhielt sie den ersten Bombentreffer und ein Feuer brach an Bord aus. Gegen 8:15 Uhr wurde das Schiff noch drei weitere Male von Bomben getroffen. Um 8:30 Uhr griff ein TBF Avenger Torpedobomber die Aikoku Maru an und landete im Bereich des Laderaum 1 einen Treffer, der unmittelbar die dort gelagerte Munition zur Explosion brachte. Im Zuge der Detonation ging auch der TBF Avenger verloren. Entweder fielen der Pilot James Erwin Bridges und seine Crew Robert Ellis Bruton und James Albert Greem der Explosion zum Opfer oder ihr Flugzeug wurde noch von Flugabwehrgeschossen der Aikoku Maru getroffen. Das genaue Schicksal der Besatzung des Flugzeugs lässt sich nicht mehr aufklären, obwohl der Beschuss der Aikoku Maru fotografisch dokumentiert ist. Eine gewaltige Explosion an Bord erzeugte eine Wolke, die einem Atompilz ähnlich sah. Sie stieg innerhalb weniger Sekunden auf und ebenso schnell sank das zerstörte Schiff. Mindestens 450 Personen, eventuell bis zu 1400 Personen kamen dabei zu Tode. Am 30. März 1944 wurde das Schiff aus dem Schiffsregister gestrichen.

## Wrack
Die Überreste des Schiffes, das in einer Tiefe von 60 Metern an der Position 7° 22′ 22″ N, 151° 54′ 42,6″ O auf dem Meeresgrund liegt, wurden 1969 von Jacques-Yves Cousteau und seiner Besatzung entdeckt und dokumentiert. In dem Wrack befanden sich damals noch die Leichen von mehreren hundert Soldaten. Zahlreiche Knochen wurden in den 1980er Jahren geborgen und teils beigesetzt, teils nach shintoistischem Brauch verbrannt, weitere sterbliche Überreste von Soldaten befinden sich noch immer in dem Schiff. An Deck des Wracks wurde 1994 eine Gedenktafel zur Erinnerung an die Toten angebracht.